# Jan Smaga
Jan Smaga (ur. 1974, Warszawa) – polski grafik i fotograf.
W latach 1994–2000 studiował na Wydziale Grafiki Akademii Sztuk Pięknych w Warszawie. Od 1999 tworzy duet artystyczny z Anetą Grzeszykowską, z którą wykonuje fotografie (np. słynne Plany, 2003), obiekty fotograficzne (YMCA, 2005; Woda,2005) i projekty multimedialne (Reflection, 2004), wykorzystując zaawansowane techniki obróbki obrazu. Od 2008 wraz z bratem, Krzysztofem, projektuje luksusowe pióra wieczne Wiland. Współpracuje z warszawską Galerią Raster.

## Wybrane wystawy duetu Grzeszykowska & Smaga
- 2007 Betonowe dziedzictwo. Od Le Corbusiera do blokersów, CSW Zamek Ujazdowski, Warszawa
- 2004 Plan, Galeria Raster, Warszawa
- 2002 Blow Up, PKiN, Warszawa.